# Città del libro
La Città del libro è una rassegna letteraria nazionale, organizzata dalla Fondazione Città del Libro, che si svolge a Campi Salentina, in provincia di Lecce.
La rassegna, articolata in più giornate, consta di presentazioni di libri e tavole rotonde di argomento letterario, storico, filosofico e scientifico, affiancate da eventi collaterali come letture poetiche, mostre e installazioni artistiche, proiezioni di documentari, spettacoli teatrali e musicali e laboratori per ragazzi. Dal 2005 il fulcro della rassegna era il centro fieristico di Campi Salentina, ma ha mantenuto gli eventi collaterali negli edifici nel centro storico della cittadina. Nel 2023 la XXIII edizione della rassegna letteraria si svolge interamente nel centro storico del paese di Campi Salentina coinvolgendo diversi luoghi, primo fra tutti il nuovo Teatro Excelsior Carmelo Bene.
Nel corso degli anni, la manifestazione è arrivata a richiamare fino a 50 000 visitatori.

## Storia
La prima edizione nasce per volere dell'amministrazione comunale, guidata dal sindaco Egidio Zacheo, che individua nella cultura «il veicolo di riscatto» di un territorio per anni stato una delle "piazze" più in vista della Sacra Corona Unita. Si tenne a dicembre 1995, e venne intitolata "...per amore del libro".
Vi parteciparono Nando dalla Chiesa, Emanuele Macaluso, Alda Merini ed Elio Veltri. Dal 1996 al 1998 la rassegna si è svolta ad ottobre, in concomitanza con la fiera tradizionale della Madonna Della Mercede e via via si consolida per ampiezza del programma e presenze di visitatori. Nel 1998 è istituito il "Premio Pierluigi Taurino" per le migliori recensioni di libri fatte da ragazzi.
Dal 1999 la manifestazione modifica il nome in Città del libro e viene riconosciuta come evento indipendente, posticipato a novembre così da intercettare le novità editoriali che precedono le feste natalizie. Nel 1999 e nel 2001 la sede viene trasferita in un palazzo storico nel centro di Campi, adibito a contenitore culturale della cittadina.
Nel 2001 all'assessorato alla Cultura di Campi Salentina si affiancò nell'organizzazione un "comitato scientifico" composto da Giovanni Cantoni, Marcello Dell'Utri, Gennaro Malgieri, Alfredo Mantovano, Pasquale Squitieri e Marcello Veneziani.
Nel 2002, fu istituita la "Fondazione Città del Libro onlus" perché potesse dedicarsi con risorse proprie all'organizzazione della rassegna e ad altre iniziative dedicate alla lettura nel Salento. La presidenza del comitato scientifico fu affidata a Marcello Veneziani, che tenne l'incarico per alcuni anni. 
Nel 2004, in occasione della decima edizione, parteciparono oltre ottanta case editrici. Grazie alla collaborazione con la Fondazione Bellonci, giunsero a Campi i finalisti del Premio Strega. Il programma si arricchì di concorsi di poesia e scrittura rivolti soprattutto ai giovani e di diversi eventi collaterali.
Dal 2005 la rassegna è stata ospitata nel centro fieristico realizzato alle porte della cittadina. Nel 2006 ha ottenuto il patrocinio della commissione italiana dell'UNESCO e ha visto la nascita del concorso giornalistico "Cronaca di noi" ("Premio Maurizio Rampino"), promosso in collaborazione con La Gazzetta del Mezzogiorno. Nel 2006 il Ministero per i Beni e le Attività Culturali riconobbe l'evento come "migliore manifestazione di promozione del libro e della lettura realizzata in Italia" (Francesco Rutelli). Nel 2007 la rassegna ha ottenuto il Premio di Rappresentanza del Presidente della Repubblica, per "L'essenziale contributo alla crescita sociale e culturale del Paese" (Giorgio Napolitano).
L'ultima edizione della rassegna "Città del Libro" si è tenuta nel 2017, sia per problematiche amministrative che per via dell'emergenza sanitaria. 
Oggi la Fondazione, con l'appoggio dell’amministrazione comunale di Campi Salentina, intende rilanciare il progetto della Città del Libro, sotto la guida dell'avv. Paolo Maci. La Fondazione con l'intenzione di ripartire con nuovo slancio, propone un  format innovativo.
L'idea è quella di fare nuovamente di Campi Salentina un polo attrattivo per la cultura, ma attraverso una visione nuova ed originale, che coniughi  letteratura, cinema e teatro, per una proposta originale e non esplorata. Il Salento, che è terra ambita e ricercata per la sua bellezza e per il senso di ospitalità che anima la sua gente, deve poter trovare nell’offerta culturale di qualità lo strumento attrattivo di un turismo in grado di apprezzarne gli aspetti più autentici, le radici culturali e la capacità di guardare al futuro attraverso la proposta di occasioni di incontro, riflessione, confronto e soprattutto di crescita individuale e collettiva.
La XXIII edizione della Rassegna "Città del Libro", dal titolo "La cultura (che) cambia", si terrà dal 23 al 26 novembre 2023 nel centro storico del paese di Campi Salentina, avendo come fulcro il Teatro Excelsior Carmelo Bene.

## Edizioni
| Anno | Tema                                                                                  | Istituzione ospite                              |
| ---- | ------------------------------------------------------------------------------------- | ----------------------------------------------- |
| 1995 | ...per amore del libro                                                                | --                                              |
| 1996 | Da città del libro a città della cultura                                              | --                                              |
| 1997 | Campi, città da sfogliare (I edizione)                                                | --                                              |
| 1998 | Campi, città da sfogliare (II edizione)                                               | --                                              |
| 1999 | Una nuova chiave di lettura                                                           | --                                              |
| 2000 | Dov'è Campi?                                                                          | Senato della Repubblica                         |
| 2001 | "Il mondo è fatto per finire in un bel libro"                                         | Camera dei deputati                             |
| 2002 | Libro, letteratura, scienza nella società globale                                     | Fondazione per il libro, la musica e la cultura |
| 2003 | Europa, popoli, culture: il futuro della memoria                                      | Overland                                        |
| 2004 | Comunicare nel terzo millennio - Dieci anni di libri in mostra                        | Fondazione Bellonci, RadioRai                   |
| 2005 | Oriente e Occidente: culture a confronto                                              | Albania, Grecia                                 |
| 2006 | Viaggi di carta, carte di viaggio: Percorsi di viaggio nella letteratura e nella vita | Università degli Studi di Trento                |
| 2007 | Diversamente: Incontro delle differenze                                               | Regione Puglia                                  |
| 2008 | La storia, le storie: documento, favola, racconto                                     | --                                              |
| 2009 | Da Gutenberg a Mister Google. Dove va il libro...                                     | --                                              |
| 2010 | Eroi di carta                                                                         | --                                              |
| 2011 | “Beatissimi voi. Mentre nel mondo si favelli o scriva”                                | --                                              |
| 2012 | Città del Libro 2012                                                                  |                                                 |
| 2014 | "Mare nostrum - Storie di navigatori, santi e poeti"                                  |                                                 |
| 2016 | Mediterraneo - L'audacia dell'incontro                                                |                                                 |
| 2017 | Nel nome di Abramo - I cammini dell'uomo verso un nuovo umanesimo                     |                                                 |
| 2023 | "La cultura (che) cambia"                                                             |                                                 |
|      |                                                                                       |                                                 |